# Mogao-Grotten

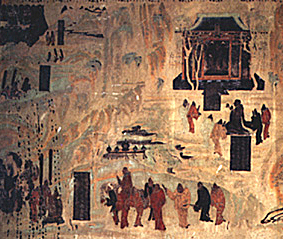
Wandmalereien in den Grotten

Die Mogao-Grotten (chinesisch 莫高窟, Pinyin Mògāo Kū) sind ein System mehrerer hundert Höhlentempel, gelegen in einer Flussoase an der Seidenstraße in der Großgemeinde Mogao (莫高镇) der Stadt Dunhuang, ca. 25 km vom Stadtzentrum entfernt. Dunhuang gehört zu Jiuquan in der chinesischen Provinz Gansu. 
Hier haben buddhistische Mönche zwischen dem 4. und dem 12. Jahrhundert etwa 1000 Höhlen in die durchschnittlich 17 Meter hohen Sandsteinfelsen geschlagen und mit buddhistischen Motiven (Buddha-Statuen, Skulpturen und Wandmalereien) verziert. 492 dieser Höhlen sind heute noch erhalten und zum Teil für Besucher zugänglich. Sie gehören zusammen mit anderen Höhlen im Gebiet von Dunhuang zu den Dunhuang-Grotten.
Im Jahr 1900 entdeckte der daoistische Mönch Wang Yuanlu rund 50.000 Dokumente aus dem 4. bis 11. Jahrhundert, die Mönche im Jahre 1036 in einer Höhle eingemauert hatten, um sie vor den heranstürmenden Mongolen zu schützen. Das jüngste Dokument wird in das Jahr 1002 datiert. Viele dieser Dokumente befinden sich heute im Besitz des Britischen Museums in London. Im Jahre 1907 wurde vom Archäologen Aurel Stein in den Mogao-Grotten eine Druckversion des Diamant-Sutra entdeckt. Zur selben Zeit fand der französische Sinologe Paul Pelliot in der Grotte Nr. 163 Handschriften aus dem 4./5. Jahrhundert in tibetischer, chinesischer und weiteren zentralasiatischen Sprachen. 1943 wurde die Dunhuang-Akademie gegründet („Dunhuang Relics Research Institute“, bis 1994 unter Leitung von Chang Shuhong), um die Höhlen zu schützen und systematisch zu konservieren. Seit 1961 stehen die Grotten wie auch die Westlichen Tausend-Buddha-Höhlen auf der Liste der Denkmäler der Volksrepublik China (1-35). Seit 1987 zählen die Mogao-Grotten zum Weltkulturerbe.